# Якушина, Ярослава Ивановна
Яросла́ва Ива́новна Яку́шина (род. 24 июня 1993, Кокшетау, Казахстан) — российский боксёр. Пятикратная чемпионка России (2012, 2013, 2015, 2017, 2018). Мастер спорта России. Выступает в категории до 69 кг.

## Спортивная биография
Ярослава Якушина родилась в 1993 году в городе Кокшетау. В 1997 году она вместе с родителями переехала в Краснодарский край, в станицу Ленинградская. С 11 лет Ярослава начала заниматься кикбоксингом, а в 2008 году перешла в бокс. Первым тренером юной спортсменки стал Сергей Николаевич Литвиненко. В апреле 2011 года Ярослава Якушина стала чемпионкой мира среди молодёжи.
На летних Олимпийских играх 2012 года в Лондоне впервые в программу был включён женский бокс, и Ярослава претендовала на попадание в состав сборной России, но по итогам национального отбора уступила Надежде Торлоповой. В конце 2012 года молодая спортсменка впервые стала чемпионкой России, победив в финале Светлану Косову. Спустя год Ярослава смогла второй раз подряд завоевать золото национального первенства. Свою первую медаль крупного международного турнира Якушина выиграла в 2013 году, став бронзовым призёром Всемирных игр боевых искусств.
На чемпионате мира 2014 года Якушина была близка к завоеванию медали, но не смогла преодолеть четвертьфинальный раунд, уступив олимпийской чемпионке Кларессе Шилдс. В 2015 году Якушина приняла участие в первых Европейских играх в Баку. Российская спортсменка дошла до четвертьфинала соревнований, но там со счётом 1:2 уступила сопернице из Польши. Спустя несколько месяцев Ярослава в очередной раз завоевала золотую медаль чемпионата России, получив при этом возможность выступить на чемпионате Европы и на олимпийских квалификационных турнирах.
В апреле 2016 года Якушина одержала победу на европейском квалификационном турнире и стала первой россиянкой, которой удалось завоевать именную лицензию для участия в летних Олимпийских играх в Рио-де-Жанейро.
С 2017 года Ярослава Якушина выступает за Дагестан и представляет махачкалинскую СДЮСШОР по боксу имени М.-С. Умаханова.
С 2018 года выступает в весовой категории до 69 кг. На чемпионате России по боксу в Улан-Удэ заняла первое место в новой категории, победив в финале Наталию Сычугову.
На 10-м чемпионате мира по боксу среди женщин в Индии, в поединке 3-го раунда (1/4 финала), 20 ноября 2018 года, Ярослава уступила спортсменке из Германии Надин Апетц. Таким образом, она завершила выступление на мировом первенстве. В первом раунде Якушина победила американку Оушей Джонс, а во втором туре легко расправилась со спортсменкой из Польши Каролиной Кошевской.